# Scotorythra pachyspila
Scotorythra pachyspila är en fjärilsart som beskrevs av Edward Meyrick 1899. Scotorythra pachyspila ingår i släktet Scotorythra och familjen mätare. Inga underarter finns listade.